# 4578 Курасікі
4578 Курасікі (4578 Kurashiki) — астероїд головного поясу, відкритий 7 грудня 1988 року.
Тіссеранів параметр щодо Юпітера — 3,312.